# Peromyia bihamata
Peromyia bihamata är en tvåvingeart som beskrevs av Boris Mamaev och Zaitzev 1997. Peromyia bihamata ingår i släktet Peromyia och familjen gallmyggor. Inga underarter finns listade i Catalogue of Life.